# Džordž Birimisa
Džordž Birimisa (originalno: George Birimisa; Santa Kruz, 1924 – San Francisko, 2012) bio je američki dramski pisac, glumac i reditelj koji je pridonio eksploziji gej pozorišta sredinom 1960-ih u ranim godinama Of-of Brodveja. Njegova djela sadrže seksualno eksplicitne, emotivno nabijene opise homoseksualnih muškaraca iz radničke klase, najčešće onih koji prikrivaju svoju seksualnost, a u godinama prije Stounvolske revolucije iz 1969, događaja koji je označio rođenje američkog i međunarodnog pokreta za gej prava. Savremeni autori navode da "Birmisine drame opisuju teme ljudske izolacije, frustriranog idealizma, i bijesa protiv nepotrebnih patnji, i obično su usredotočene oko homoseksualnih likova". Prema kritičaru i dramskom piscu Majklu Smitu, Birimisino pisanje "povezuje bol ljudske izolacije sa ekonomskim i socijalnim korijenima". Birimisa je bio aktivan dramski pisac, autor, urednik, i učitelj.

## Rani život i karijera
Džordž Birimisa je rođen u Santa Kruzu u Kaliforniji, kao jedno od petoro djece hrvatskih imigranata. Dok je Džordž još bio dijete, otac mu je umro od posljedica povreda koje je dobio u zatvoru nakon što je uhapšen jer je govorio u ime Komunističke partije SAD-a na jednom skupu radnika. Birimisina majka se preudala, ali je njegov očuh odbio da primi njega i njegova dva starija brata.
Džordž je proveo većinu svog djetinjstva u katoličkom sirotištu (Katolička škola za dječake Sv. Franje, engl. St. Francis Catholic School for Boys) a zatim u nizu udomiteljskih porodica. Njegovo obrazovanje se završilo u devetom razredu. Kratko je bio u braku sa Nensi Linden (razveli su se 1961).
Nakon što je tokom Drugog svjetskog rata služio kao rezervista američke mornarice, Birimisa se izdržavao radeći niz poslova kao što su tvornički radnik, konobar, disk džokej, menadžer zdravstvenog studija, žigolo, a radio je i u restoranu iz lanca Hauard Džonson (engl. Howard Johnson). Na ovom posljednjem radnom mjestu, jednom je odbio da usluži Vinčela Valtera, koji je stigao nakon završetka radnog vremena. U znak odmazde, uticajni kolumnista je napisao tekst u kojem je nazvao restoran u Šestoj aveniji u Grinič Vilidžu, svratištem za "razvratne" (odnosno homoseksualce). Vinčelova odmazda imala je kontraefekat: publicitet je pretvorio ovaj ogranak Howard Johnsona u magnet za gej muškarce.
Incident je uvjerio Birimisu da počne iskreno pisati o svojoj seksualnosti. U 41. godini, dok je studirao glumu s Jutom Hagenom u studiju Herbert Berghof u Njujorku, riješio je da piše drame.

## Dramski pisac

### Njujork
Birimisina prva drama Degrees (Stupnjevi) (februar 1966), koja prikazuje gej vezu, premijerno je prikazana u Theater Genesis u Ist Vilidžu. U to vrijeme, gej predstave obično nisu privlačile ozbiljnu pozornost umjetnika ili kritičara. Sam Birimisa se prisjeća da su ga godinama čak i gej ljudi pitali "Kada ćete napisati svoju prvu pravu predstavu?" Degrees je sadržavala i autobiografske elemente, koji su jači i prisutniji u Birimisinim kasnijim djelima. Iznad svega, on piše iz potrebe da kaže istinu o svom životu. "Ne slažem se da postoje nijanse istine", kaže. "Mi svi znamo istinu, duboko u sebi. Kao umjetnici, imamo odgovornost da otkrijemo tko smo mi doista, a ne da stvaramo u sivim nijansama. Ta istina uključuje i naša seksualna bića".
Birimisa je režirao i igrao u njegovoj najpoznatijoj Of-of Brodvej predstavi, Daddy Violet, iz 1967. U pitanju je polu-improvizirana osuda rata u Vijetnamu. Daddy Violet je prvi put izvedena u Troupe Theatre Club, a u junu 1967. premijerno je izvedena u poznatom bifeu Caffe Cino u Grinič Vilidžu, koji se smatra rodnim mjestom Off-Off-Broadwaya. Predstava je naknadno izvođena u okviru turneje po koledžima u Sjedinjenim Američkim Državama i Kanadi, a pojavila se i na Međunarodnom pozorišnom festivalu u Vankuveru 1968. Danas, Birimisa priznaje da je napisao Daddy Violet kao parodiju na apstraktno, improvizovano pozorište, i da je pokušao da, u avangardnom smislu, nadmaši sve ostale. Predstava je 2006. izvedena u Bostonskom konzervatoriju, a Birimisa je izmijenio scenario kako bi se odnosio na rat u Iraku.
Godine 1969, Birimisa je postao prvi otvoreno gej dramski pisac koji je dobio finansijsku potporu od fondacije Rockefeller. To mu je omogućilo da prisustvuje probama za londonsku produkciju njegove prve predstave u dva čina, Mr. Jello. (april 1968). U predstavi se pojavljuju likovi kao što su dreg kvin, oženjen gej muškarac, i hastler.
Predstava Georgie Porgie (20. novembar 1968), ilustruje razornu snagu samomržnje kod gej muškaraca. Village Voice je o ovoj predstavi pisao: "Birimisin dijalog je graziozan i usmeren, njegova karakterizacija je brza i prodorna, i zapanjujuće, njegove najbolnije scene su često i najsmješnije, kao da je u mogućnosti da dođe do višeg nivoa boli i smijeha oslanjajući ove osjećaje jedan na drugi....Birimisin značajan talent je tako fluidan kao što je sirov, i tako strastven kao što je brutalan." U Best Plays of 1968–1969, Georgie Porgie je navedena kao vrhunac Off-Off-Broadway sezone. Contemporary Authors citira kritiku iz časopisa Variety u kojoj se Georgie Porgie opisuje kao "'napredak u svom polju, kojoj za razliku od mnogih njenih scenskih prethodnika (kao što su Boys in the Band i Foreplay), nedostaje svega nekoliko slika ili riječi u opisu nevolja njenih likova. Grubi jezik i golotinja se koriste kako bi se postigao psihološki efekat dok se likovi suočavaju sa melodramatičnim situacijama", nastavlja Variety, "dok Birimisa dopušta da se radnja razvija do logičnih a ponekad i iznenađujućih zaključaka." Međutim, muška golotinja i simulirani seks u predstavi sprečili su planirani prenos na Off-Broadway, iako je kasnije, tokom 1971, Georgie Porgie imala 107 Off-Broadway izvođenja.
U isto vrijeme, ponovno izvođenje je pokazalo da mainstream kritika i dalje ima otpornost prema djelima sa gej tematikom, čak i nakon Of-Brodvej uspjeha The Boys in the Band (1968) dramaturga Marta Crowleya. U jednom radijskom pregledu je objavljeno: "Georgie Porgie u pozorištu Fortune u Grinič Vilidžu drama je koju je napisao homoseksualac, o homoseksualcima, s posebnim interesom za homoseksualce. To ne znači da nije u pitanju ozbiljan rad. Zaista, to je dobro izveden pokušaj da se tačno prikaže ukupnost iskustava homoseksualaca ...ismijavanje u djetinjstvu, odbojnost prema heteroseksualnim odnosima roditelja, brutalnost i premlaćivanja usmjerena protiv homoseksualaca, falsifikovano svjedočenje policajaca, muška prostitucija, crna i bijela homoseksualna privlačnost, obožavanje bicepsa, brak između homoseksualaca i žena, sve je to dotaknuto...Georgie Porgie je, dakle, predstava namijenjena ograničenom broju gledalaca, jer mnogi smatraju cijelu temu nepopularnom i neukusnom".

### Los Anđeles
Godine 1976, Birimisa se preselio u Los Anđeles. Odbacuje tri predstave koje je tamo napisao, A Dress Made of Diamonds (1976), Pogey Bait (1976), i A Rainbow in the Night (1978) kao inferiorne u odnosu na njegove ranije radove. Međutim, A Rainbow in the Night, autobiografski portret dva gej muškarca koji žive u Njujorku 1953, osvojila je 1978. Drama-Logue Award, dok je Pogey Bait, komedija koja se temelji na Birimisinim ratnim iskustvima u američkoj mornarici, naknadno izvođena u Mineapolisu, San Francisku, Njujorku i Los Anđelesu.

### San Francisko
Birimisa se preselio u San Francisko 1980. i nije napisao nijednu predstavu tokom skoro deset godina. Tada je započeo rad na revidiranoj verziji A Rainbow in the Night, pod nazivom The Man With Straight Hair (1994), koja je premijerno izvedena u Theatre Rhinoceros.
Predstava sa jednim likom, Looking for Mr. America (1995), debitovala je u Josie’s Cabaret i Juice Joint a kasnije je izvođena u Njujorku u La MaMa Experimental Theatre Club. Birimisa, koji je tada imao 71 godinu, nastupao je sam na pozornici, igrajući čovjeka koji opisuje svoju seksualnu zavisnost koja traje cijeli život. Din Gudman u svojoj je kritici primijetio da predstava pruža "rječit i dirljiv portret putovanja jednog gej muškarca kroz drugu polovinu 20. stoljeća".
Viagra Falls (2005) je imala koncertno izvođenje u La MaMa Experimental Theatre Club, 17. septembra 2007. Predstava portretiše dugoročni sadomazohistički odnos mladog gej muškarca sa oftalmologom koji krije svoju seksualnost.
Stiv Susojev i Birimisa zajedno su uredili Return to Caffe Cino (2007), zbornik eseja i drama spisatelja povezanih sa Kafe Cinom (engl. Caffe Cinom). Knjiga je 2007. osvojila književnu nagradu Lambda za pozorište i dramu.
Birimisa: Portraits, Plays, Perversions (2009), antologija prikupljenih radova i eseja o Birimisinom ličnom životu i karijeri, uključuje neproducirani scenario The Kewpie-Doll Kiss, koji govori o Birimisinom gubitku oca u djetinjstvu, napuštanju od strane njegove majke, i otkriću njegove seksualnosti, temama koje su istraživane i ranije na sceni u A Dress Made of Diamonds.
Džordž Birmisa predavao je kreativno pisanje od 1983, pod pokroviteljstvom New Leaf Services. Godine 2004, dobio je Harry Hay nagradu kao priznanje za svoje pisanje i rad. Pisao je autobiografiju pod nazivom Wildflowers. Njegovi neobjavljeni rukopisi čuvaju se u Džo Cino Memorijal Lajbrari (engl. Joe Cino Memorial Library) u Njujorku.